# معادلات مترابطة

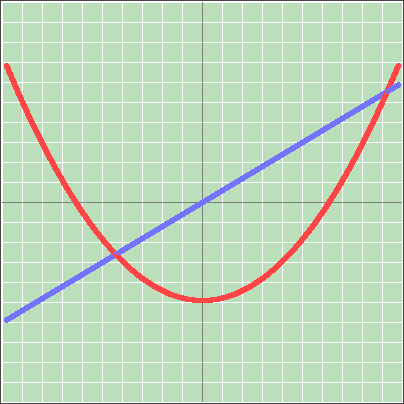

في الرياضيات يطلق اسم المعادلات المترابطة (بالإنجليزية: simultaneous equations)‏ أو نظام المعادلات على مجموعة المعادلات التي تحتوي متغيرات متعددة متماثلة. من أجل حل المعادلات المترابطة تستخدم عدة طرق منها رسم خطوط المعادلات ومن ثم إيجاد الحل المشترك على المخطط، استخدام المصفوفات، تعويض متغير محسوب من معادلة في المعادلة الأخرى، طريقة حذف المتغيرات، إلخ.
المثال التالي يعطي شكل بسيط لمجموعة المعادلات الخطية مكونة من معادلتين تحويان متغيرين، حيث يطلق عليها نظام المعادلات الخطية:
{\displaystyle {\begin{cases}2x+y=8\\x+y=6\end{cases}}}
يتم حل هاتين المعادلتين باستخراج قيمة x من المعادلة الأولى ومن ثم تعويضها في المعادلة الثانية للحصول على معادلة بسيطة بمجهول واحد y وبحلها نحصل على قيمة y وبتعويض هذه القيمة من جديد في المعادلة الأولى نحصل على قيمة x على الشكل:
{\displaystyle {\begin{cases}x=2\\y=4\end{cases}}}